# Myspace
Myspace est un site web de réseautage social fondé aux États-Unis en août 2003, qui met gratuitement à disposition de ses membres enregistrés un espace web personnalisé, permettant de présenter diverses informations personnelles et d'y faire un blog. Il héberge notamment de nombreuses pages internet de groupes de musique et de DJ qui y entreposent et présentent leurs compositions musicales.
Le site possède aussi un système de messagerie et permet par ailleurs d'envoyer ses photos.

## Historique

Ancien logo de Myspace

Myspace est fondé par  Tom Anderson et Chris DeWolfe en août 2003, puis est racheté par le groupe de Rupert Murdoch, News Corp., en juillet 2005. D'après les taux de fréquentation fournis par le site Alexa, MySpace est en octobre 2005 le quatrième site le plus consulté au monde derrière ceux de Yahoo!, AOL, et MSN et devant eBay et Facebook.
La version officielle en langue française du site est sortie le 17 janvier 2007, avec une équipe marketing et commerciale française basée à Paris.
En date du 12 avril 2008, le nombre total de comptes ouverts atteint 230 182 000.
En décembre 2009, le client de messagerie instantanée, Myspace IM, est lancé.
En juin 2011, Rupert Murdoch cède Myspace à Specific Media pour 35 millions de dollars (soit seize fois moins que le prix d'acquisition de 2005),.
Le 11 février 2016, Time Inc. achète la société Viant qui contrôle Specific Media, propriétaire de MySpace.

## Identité visuelle

Historique des logos de Myspace
À sa création, de 2003 à juin 2004.
De juin 2004 à avril 2006.
De juin 2006 à octobre 2008.
D'octobre 2010 à 2013[6].
New MySpace, depuis 2013.

## Succès
La très grande fréquentation de Myspace permet au milieu des années 2000 à certains contributeurs « musicaux » d'atteindre une notoriété leur ouvrant la porte des majors.
Les pages Myspace de certains musiciens sont alors plus consultées que leur propre site officiel et certains éditeurs conseillent même à leurs artistes de créer non pas un site officiel mais plutôt une page MySpace. Les avantages perçus sont une réactivité et une visibilité accrues, grâce à la facilité pour annoncer les concerts et lancer des invitations, mais aussi pour rester en contact entre musiciens ; ce succès entraine alors un commentaire célèbre en 2007 : « Si Myspace était un pays, il se placerait au 5e rang des pays les plus peuplés du monde, tout juste entre l’Indonésie et le Brésil ».
Ce succès s'altérera cependant à la fin des années 2000, à cause de la prédominance d'autres réseaux sociaux, particulièrement Facebook, et de plate-forme d'écoute et de distribution de musique en ligne comme SoundCloud ou encore de Mixcloud.

## Controverses et critiques
- Selon un article de Wired News (qui appartenait aussi à News Corp. au moment de cette publication), Myspace subit la pression des majors de l'industrie du disque pour ne plus laisser diffuser par ses membres de la musique sous copyright sans autorisation[12]. Une procédure judiciaire a d'ailleurs été entamée par Universal Music en novembre 2006.
- En mai 2016, les données de plusieurs millions de comptes MySpace hackées en 2008, furent mises en vente sur un site de recel de données volées[13].
- En mars 2019, MySpace annonce que tous les contenus téléchargés sur son site avant 2016 sont perdus, soit des millions de chansons, de photos et de vidéos. La plateforme attribue cette suppression massive à une migration de serveur erronée, qui semble s'être produite en 2018[14].

## Culture
- Le réseau social Myspace est le sujet d'un titre de l'album Best of Vol. 1 du groupe Les Rois de la Suède, Myspace tu vas mourir.

## Annexe